# Juan Carlos Gaete
Juan Carlos Darío Gaete Contreras, noto semplicemente come Juan Carlos Gaete (Puente Alto, 21 maggio 1997), è un calciatore cileno, attaccante dell'Unión La Calera in prestito dal Colo-Colo.